# Hans Emil Alexander Gaede
Hans Emil Alexander Gaede (Kolberg, 19 febbraio 1852 – Friburgo in Brisgovia, 16 settembre 1916) è stato un generale tedesco.

## Biografia
Hans Emil Aleander Gaede era figlio di Alexander Gaede e di Emilie Franke. Il 26 gennaio 1883 egli sposò Elizabeth Müller. L'Università di Friburgo lo nominò Dottore in Filosofia il 25 dicembre 1915.
Il 1º aprile 1870 ebbe inizio la sua carriera nell'esercito imperiale come volontario (cadetto) nel 2º reggimento di granatieri "Re Federico Guglielmo IV". Il 1º ottobre 1873 si diplomò presso l'Accademia di Guerra e dal 1º aprile 1881 venne assegnato allo stato maggiore generale. In data 11 marzo 1886 divenne comandante della 70ª compagnia dell'8º reggimento di fanteria renano. Dal 1º ottobre 1887 venne assegnato al dipartimento del ministero della guerra e comandò durante questo suo servizio, dal 15 novembre di quell'anno, il 70º reggimento di fanteria. Il 23 settembre 1892 divenne comandante del 2º battaglione del 5º reggimento di fanteria "Baden" n. 113. Dal 22 marzo 1897 venne nominato Colonnello ed assegnato quale comandante della fortezza di Thorn e dal 17 dicembre 1898 ottenne il comando del 23º reggimento di fanteria "von Winterfeldt "(2° Slesia). Il 22 marzo 1900 ottenne il comando dell'84ª brigata. Il 2 marzo 1907 venne congedato con pensionamento interinale.
Quando scoppiò la guerra nel 1914 egli risiedeva a Friburgo in Brisgovia e venne riattivato al servizio venendo nominato Generale il 24 dicembre 1914 e vice-comandante generale del XIV comando generale. Grande onore gli fece la ricezione dell'Ordine Pour le Mérite che ottenne il 25 agosto 1915, anche se durante la guerra dovette subito essere dismesso per una malattia dal 3 settembre 1916.
Egli ebbe comunque un ruolo fondamentale nella programmazione della difesa del fronte occidentale, arrivando a proporre di sostituire i volontari alsaziani con altri soldati tedeschi in quanto la tendenza dei locali a favorire la Francia negli scontri poteva indebolire quelle posizioni.
Morì il 16 settembre 1916 a causa di un'operazione.

## Opere
- Der Feldzug um Freiburg 1644